# Camaxtle

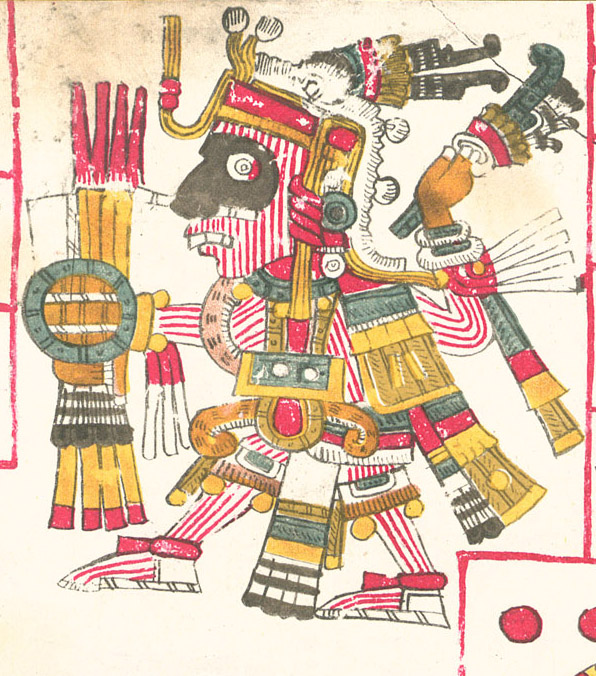
Camaxtle – rysunek z Kodeksu Borgia

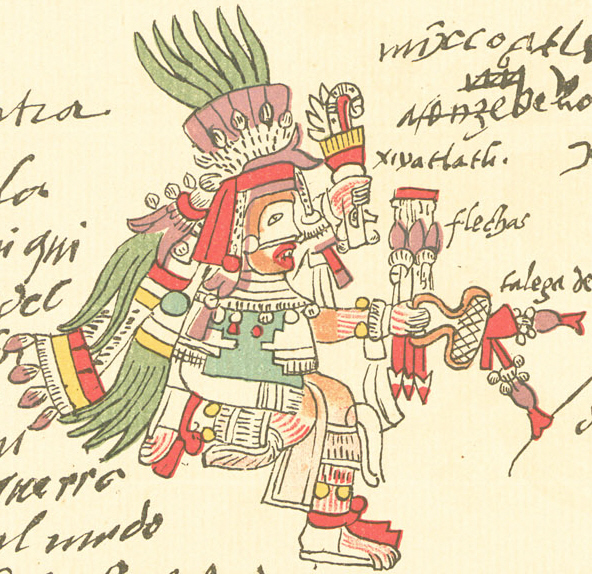
Camaxtle – rysunek z Kodeksu Telleriano-Remensis

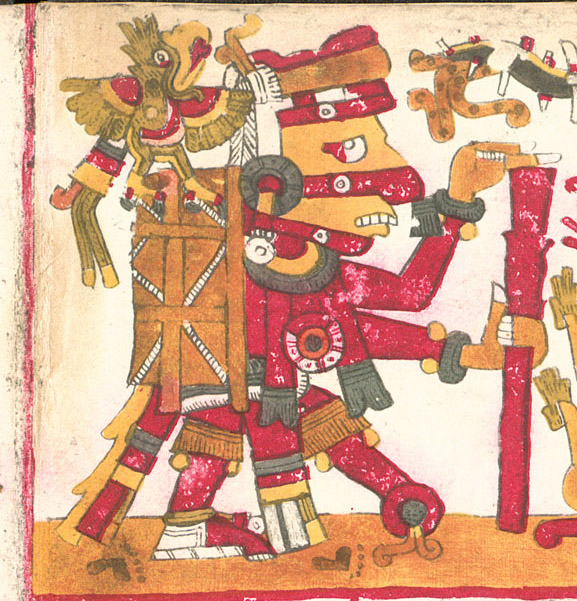
Camaxtle

Camaxtle lub Camaxtli lub Mixcoatl – chichimecki i aztecki bóg myśliwych, jedno z bóstw nocy. Bóstwo plemienia Tlaskalan. Prawdopodobnie jedno z wcieleń Huitzilopochtli'a.
Camaxtle według podań był synem bóstw stworzycieli Tonacatecuhtli i jego żony Tonacacihuatl. Był bogiem łowów, opiekunem myśliwych, stwórcą ludzi. Zamieszkiwał ósme niebo, gdzie rozpoczął proces tworzenia ludzi z pierwotnym przeznaczeniem ich jako pokarm dla Słońca.
W Historia de los mexicanos autorstwa Andreasa de Olmos z 1533 r. znajduje się kilka wzmianek o nim. 

W rok po uczynieniu Słońca, Camaxtle, jeden z czterech bogów, udał się do ósmego nieba i stworzył czterech mężczyzn i jedną kobietę, aby działa się wojna i były serca i krew dla Słońca. Ale istoty te, stworzone przez Camaxtle, upadły do wody, powróciły do nieba i nie było wojny. I w następnym roku ten sam Camaxtle, inaczej zwany Mixcoatl, wziął kij i uderzył nim w skałę, i wyszło z niej czterech Chichimeków, których nazywamy Otomi, co w języku hiszpańskim znaczy „górale”. Ci, jak dalej będzie powiedziane, byli mieszkańcami tej ziemi zanim Meksykanie przybyli ją podbić i zasiedlić.(…) Camaxtle uczynił skałę, aby zeszli z nieba czterej jego synowie i jedna córka, których stworzył on w ósmym niebie, i zabili Chichimeków po to by słońce miało serce do pożarcia. I zeszli jego czterej synowie i córka i ulokowali się na kilku drzew, gdzie im orły i jaguary przynosiły jedzenie.
I w tym czasie Camaxtle wynalazł wino z Maqury i inne rodzaje wina, sporządzaniem ich zajęli się Chichimekowie. 
Gdy Chichimekowie zobaczyli synów Camaxtle siedzących na drzewach, podeszli do nich a wtedy synowie zeszli z drzew i zabili wszystkich Chichimeków z wyjątkiem trzech, którzy uciekli.(...) Raz z nieba spadł jeleń o dwóch głowach. Camaxtle go schwytał i powiedział ludziom, aby wzięli tego jelenia i mieli go za boga. Ludzie uczynili to i daali mu do jedzenia przez cztery lata króliki, węże i motyle.
A gdy wybuchła wojna pomiędzy Camaxtle i niektórymi sąsiadami, wziął on tego jelenia i niosąc go na plecach, zwyciężył.
54 lata po potopie Camaxtle wyprawił święto w niebie rozniecając wiele ogni przez 65 lat prowadził wojny i przez to dawał pożywienie Słońcu.

Camaxtle przedstawiany był jako "mężczyzna koloru czerwonego", pomalowany w białe pasy, z łukiem i strzałami w jednej ręce i plecionką do łowienia zwierzyny w drugiej. Aztekowie czcili go w dniu Ce Tepactl (1-Nóż) w dwudziestodniowym cyklu tonalpohualli wraz z Huitzilopochtli. Aztekowie w tym dniu ściągali wszystkie ozdoby z posągu tego drugiego, oczyszczali je i kładli na słońcu. Camaxtle składali w darze różne rodzaje dobrze przyrządzonych potraw jakie jadają władcy. Po pewnym czasie potrawy te zabierali urzędnicy i rozdzielali między siebie, zjadali i okadzali posąg. Następnie ofiarowali przepiórki odcinając im głowy przed nim, aby krew spryskiwała podobiznę. Władca ofiarował również drogocenne kwiaty.
Camaxtle został przejęty od Chichimeków przez Azteków, a jego odpowiednikiem w mitologii azteckiej był Xipe Totec (Tlatlauhqui Tezcatlipoca)